# Zarez
 Ovo je glavno značenje pojma Zarez. Za druga značenja pogledajte Zarez (razdvojba).
Zarez , (grč. κoµµa, komma = odsječak; hrvatska riječ zarez kalk je grčke riječi) razgodak je kojim se odjeljuju rečenični dijelovi radi lakšeg razumijevanja, jasnoće ili preglednosti, pogotovo ako se radi o dužim rečenicama. Zarez dijeli i sintaktičke dijelove koji ne dolaze zajedno, mijenja značenje u rečenici ili dijeli rečenične dijelove u nizanju.
Tri su osnovna pravila uporabe zareza:
1. nizanje
2. naknadno dodavanje/umetanje
3. suprotnost.

## Povijest
Nekada se rabila točka na sredini retka ( · ), tzv. media distinctio kao stanka, što je, zajedno s brojnom drugom interpunkcijom i znakovima, uveo grčki gramatičar Aristofan iz Bizanta. Od 13. do 17. stoljeća, rabila se kosa crta ( / ), tzv. virgula suspensiva, pogotovo u djelima venecijanskog tiskara Alda Manucija, a u 16. stoljeću je poprimila današnji oblik.

## Uporaba u jeziku

### Nizanje

#### Nabrajanje
Ako istovrsni dijelovi dolaze jedan uz drugoga, usporedno, bez veznika, odvajaju se zarezom:
- Psiče, puše, kune, psuje, grize, plače, jadikuje (August Šenoa)
- Hlapić je bio malen kao lakat, veseo kao ptica, hrabar kao Kraljević Marko, mudar kao knjiga, a dobar kao sunce. (Ivana Brlić-Mažuranić)
- Govorimo hrvatski, skupina autora, urednik Mihovil Dulčić, Zagreb, Naprijed, 1997., ISBN 953-178-079-0 nevaljani ISBN

- Antun Gustav Matoš: Mora

Topovi, bombe, džemije, torpedi,
Sistemi suhi, kumiri od mjedi,
Plemići lažni - carski svodnici,
Mračnjaci tusti, vragu srodnici
- Tin Ujević: Dažd

Toči kao iz kabla
na livade,
na voćnjake,
na pašnjake;
ali, nadasve,
lupa na naša stakla,
kuca na naša vrata,
bije nam o krovove.
Pogledati: asindeton, asindetonske se rečenice vežu bez veznika, a povezuju zarezima.

#### Okomito nabrajanje
Ako se u nizanju dijelovi pišu jedan ispod drugog, odvajaju brojevima (znamenkama i riječima) ili slovima, onda se ne odvajaju zarezom:
- Promjenjive vrste riječi:

imenice
pridjevi
zamjenice
brojevi
glagoli
- Načini u hrvatskom jeziku:

a) imperativ
b) kondicional prošli
c) kondicional sadašnji
d) optativ
- Primarne boje:

1. žuta
2. crvena
3. plava
Ako u takvom nabrajanju dolaze rečenice koje počinju malim slovom, mogu se odjeljivati točkom sa zarezom. Ako pak počinju velikim početnim slovom, rabe se odgovarajući rečenični znakovi koje rečenica zahtijeva.

#### Priložne oznake
Ako u rečenici dolazi više priložnih oznaka raznovrsnih po značenju, one se ne odvajaju zarezom:
- Godišnji skup Hrvatskog filološkog društva održan je u Hebrangovoj 13 u 19 sati s predmetom rasprave o tuđicama i posuđenicama.
- Miroslav Krleža rodio se u Zagrebu 7. srpnja 1893.

Ako se uz nadnevak piše prijedlog u, zarez također ne dolazi:
- U Zagrebu 10. srpnja.
- Zagreb, 10. srpnja,

#### Vokativ
Vokativ se uvijek odvaja zarezom, osim ako nije odvojen uskličnikom.
- Molim te, Bože moj!
- Marina, gdje si bila?
- Ne znam što da ti kažem, Filipe, potpuno si u pravu.

Ako se u oslovljavanju u pismima ne rabi uskličnik, zaziv se odvaja zarezom, a rečenica nastavlja malim slovom:
- Draga majko,

pišem ti ovo pismo...
- Dragi oče!

Htio sam ti javiti da...

#### Atributi i apozicije
Zarez dolazi i u nizanju atributa:
- Prekrasna, zamamna, mirisna, crvena ruža.

No, ako atributi čine cjelinu i međusobno su zavisni, oni se ne odvajaju zarezom:
- Velika bijela psina
- Šetali smo mirisnom cvjetnom livadom.
- U zimsku bijelu noć...

Ako se u ispred neke riječi nalaze samo dva atributa koja su odvojena zarezom, govorimo o isticanju:
- Bio je to koban, užasan dan.

Za odvajanje atributa i apozicija koji dolaze nakon riječi na koje se odnose, pogledajte u dijelu o naknadnom dodavanju.
Ako se zbog abecednog reda prvo navodi prezime pa onda ime, oni se odvajaju zarezom:
- Matoš, Antun Gustav
- Ujević, Tin

#### Semantika
Ponekad se zarezom može potpuno promijeniti značenje rečenice. Poznato je Pitijino proročanstvo koje mijenja značenje ovisno o tome gdje se stavi zarez:
- Ibis redibis numquam peribis in bello. (lat.)
- Ići ćeš vratiti se nećeš poginuti u ratu. (prijevod)

Ili pak primjer poput:
- Dok sam sjedio, na krevetu ugledah pauka.
- Dok sam sjedio na krevetu, ugledah pauka.

### Sastavne rečenice
Zarez ne dolazi u sastavnim rečenicama, ispred veznika i, pa, te, ni, niti i u rastavnim rečenicama, ispred veznika ili
- Vidio sam psa i mačku te brojne druge životinje.
- Promotrio nas je pa je potom počeo govoriti.
- Ni ružne riječi niti psovke ne mogu me pokolebati.
- Ili je bio tužan ili ljut, nikad ništa drugo.

U takvim rečenicama zarezi mogu doći samo ako su veznici u službi intenzifikatora:
- I kuću, i polje, i livadu, i more - sve su prodali!
- Ni za novac, ni za bogatstvo, ni za karijeru ne bih izdao svoju obitelj.

Zarez se ne stavlja ni u vezničkom paru ne samo/nego:
- Ne samo da ne izvršava obaveze nego je još i bezobrazan.

#### Zavisne rečenice
Zarezom se odvajaju zaključne rečenice:
- Priznao je da je to učinio, stoga su ga zatvorili.
- Rekao mi je istinu, dakle ipak nije lagao.

Zavisne se rečenice uobičajeno ne odvajaju zarezom:
- Došao je da bi nas obavijestio.

Ali, ako se nižu, zarez dolazi:
- Nije znao gdje putovati, koga pitati, kome se obratiti.

Ako zavisna i glavna rečenica stoje u inverziji, odvajaju se zarezom:
- Da nisi došao, tko zna što bi se dogodilo.
- Tko rano rani, dvije sreće grabi.

### Naknadno dodavanje/umetanje
Ako neki dio rečenice nije uže povezan s ostalim dijelovima te je umetnut u tu rečenicu, onda se on odvaja zarezom:
- Bio je to, bar tako vele, najgori dan.
- Sve što se može izreći, rekao je Ludwig Wittgenstein, može se izreći jasno.

Ako glavna rečenica može biti bez zavisne, smije se odvojiti zarezom kao da je naknadno dodana (manja joj je važnost od glavne):
- Jednog lijepog jutra, kad su svi još spavali, probudi me čudan glas.

#### Objašnjenje
Rečenični dijelovi koji se rabe kao naknadno objašnjenje odvajaju se zarezom.
- Sve je to bilo mutno, tj. igranje prljavog posla.
- Morali smo to učiniti, to jest zaprijetili su nam svima.
- Bio je to moćan savez, tzv. Antanta.
- Otto von Bismarck bio je njemački državnik, takozvani željezni kancelar.

U takvim slučajevima neodređena zamjenica sve sažima prethodno nabrajanje te se odjeljuje zarezom ili crticom:
- Kuću, dvorište, voćnjak, vrt, sve su nam to uzeli!
- Ljubav, sreću, radost, mir – sve to više nemam.

#### Modifikatori
Riječi koje su samostalne cjeline i sintaktički ne pripadaju rečenici, odvajaju se zarezom. To su modifikatori poput: vjerojatno, doista, zaista, stvarno, uistinu, sigurno, zasigurno, nažalost, eventualno, uglavnom, nesumnjivo, možda...
- On je, međutim, ipak to učinio.
- Ne znam, zaista, sve je moguće.

#### Atributi i apozicije
Ako atribut, odnosno apozicija dolazi nakon imenske riječi na koju se odnosi, odvaja se zarezom:
- Bila je to Marina, prekrasna djevojka.
- Gledajući tu jabuku, crvenu i mirisnu voćku, osjetio sam glad.

Ako apozicija sama stoji iza imenice ili nekog imena, ne odvaja se zarezom:
- Jelačić ban, Petar apostol, sveti Donat mučenik

#### Enklitike
Nakon umetnutoga dijela odvojenog zarezom, ne može doći enklitika:
- Crvena mirisna ruža, priča mi baka, je cvala ispod prozora.
- Crvena je mirisna ruža, priča mi baka, cvala ispod prozora.
- Crvena mirisna ruža, priča mi baka, cvala je ispod prozora.

#### Semantika
Promotrimo razliku u značenju sljedećih rečenica i njihovu odvajanju zarezom:
- Moj brat, koji živi u Zagrebu, jučer me posjetio. (usput je dodano da živi u Zagrebu)
- Moj brat koji živi u Zagrebu jučer me posjetio. (točno onaj brat koji živi u Zagrebu, a ne onaj, primjerice, iz Splita)

### Suprotnost
Suprotne rečenice s veznicima a, ali, nego, no, već odjeljuju se zarezom:
- Nije bio dobar, nego je stalno činio štetu!
- Ja bih to učinio, ali mi ne žele dopustiti.
- Bio sam temperamentan i živčan, a ona je mirno gledala u daljinu.

Ako se veznik nego dovezuje na komparativ ili neki komparativni izraz, zarez se ne stavlja:
- Bolje vrabac u ruci nego golub na grani.

Ili ako je riječ o proširenju opisa, bez obzira na to što se pojavljuju suprotni veznici:
- Velik a plašljiv. Sitan ali dinamitan.

Isključne rečenice suprotne su po svome smislu te se odvajaju zarezom:
- Svi su došli, samo je on odlučio ostati kod kuće.
- Svi su potrčali, osim Marka koji je stajao na mjestu.

No, ako se isključnim veznicima vežu samo riječi, a ne rečenični dijelovi, zarez se ne stavlja:
- Ne treba mi ništa osim ljubavi.

## Uporaba izvan jezika
Zarez se u nekim jezicima rabi kao decimalni separator. Zajedno s točkom, u hrvatskom jeziku rabe se za odvajanje velikih brojeva (odlomak ispod).
Isti oblik kao i zarez imaju navodnici, samo što se razlikuje njihov položaj u retku. Također isti oblik, ali drukčiji položaj ima izostavnik (apostrof) koji se od zareza razlikuje po tome što je iznad razine teksta, a zarez je ispod.

### Zarez kao desetinski znak
U rečenici Snijeg visine 0,5 m (pola metra), ispred desetinskog zareza i iza njega ne dolazi razmak. Ne valja umjesto desetinskog zareza upotrebljavati točku. Zarezom se odjeljuju i milijuni, a tisuće točkom, sve bez razmaka među njima: Hrvatska prema popisu 2001. ima 4,437.460 stanovnika. Kako taj način nije pregledan, a pogotovo ako brojka prelazi milijune, bolje je takve brojeve pisati bjelinama umjesto zareza i točke: 4 437 460.
- 8000 (osam tisuća – bez točke ili bjeline)
- 30 000; 30.000 (trideset tisuća)
- 500 000; 500.000 (petsto tisuća)
- 9 000 000; 9,000.000 (devet milijuna)
- 4 000 000 000; 4.000,000.000 (četiri milijarde)[2]

### Decimalni zarez
Prema hrvatskoj normi HRN ISO 31-0:1996, Veličine i jedinice – 0. dio: Opća načela (ISO 31-0:1992) utvrđen je decimalni zarez kao decimalni znak za uporabu u Republici Hrvatskoj. Ta je norma istovjetna međunarodnoj normi ISO 31-0:1992 koja također utvrđuje uporabu decimalnog zareza i koja je dogovor na najvišoj međunarodnoj razini o načinu pisanja decimalnog znaka (npr. 1,234 – jedno cijelo, dvjesto trideset i četiri).